# 前246年
| 千纪： | 前1千纪 |
| 世纪： | 前4世纪 \| 前3世纪 \| 前2世纪                                                                                         |
| 年代： | 前270年代 \| 前260年代 \| 前250年代 \| 前240年代 \| 前230年代 \| 前220年代 \| 前210年代                               |
| 年份： | 前251年 \| 前250年 \| 前249年 \| 前248年 \| 前247年 \| 前246年 \| 前245年 \| 前244年 \| 前243年 \| 前242年 \| 前241年 |
| 纪年： | 齊王建十九年 趙孝成王二十年 魏安僖王三十一年 韓桓惠王二十七年 秦王政元年 楚考烈王十七年 衛元君六年 燕王喜九年         |

## 大事記
- 韓國水工鄭國開始建造鄭國渠，約十年後完工。
- 秦晉陽反，蒙驁擊平之。
- 托勒密三世上位於古埃及法老。
- 第三次敘利亞戰爭（前246-前241年）。
- 馬其頓王國在安德羅斯戰役戰勝托勒密王國。

## 逝世
- 托勒密二世（與姐姐戀愛的人）（前308年—前246年），埃及托勒密王朝的第二位法老（前285年—前246年在位）。